# Jørgen Reenberg
Jørgen Reenberg, född 19 april 1927, död 9 november 2023, var en dansk skådespelare.

## Rollista i urval
- 1950 – Livet du gav mig
- 1951 – Fodboldpræsten
- 1953 – Far till fyra
- 1957 – Ingen tid til kærtegn
- 1958 – Krudt og klunker
- 1964 – Tine
- 1965 – Jag – en kvinna
- 1991 – Europa
- 1998 – Blodsbånd (TV-serie)
- 2002 – Jag är Dina

## Utmärkelser
- Teaterpokalen,  1972[5]
- Lauritzen-priset,  1993[6]
- Kommendör av Dannebrogorden,  3 december 1997[7][8]
- Ingenio et arti,  3 december 1998[7][9]
- Reumert för årets manliga huvudroll,  2006[10]

[Redigera Wikidata]